# Solea solea
A Solea solea vagy közönséges nyelvhal a csontos halak (Osteichthyes) főosztályának a sugarasúszójú halak (Actinopterygii) osztályába, ezen belül a lepényhalalakúak (Pleuronectiformes) rendjébe és a nyelvhalfélék (Soleidae) családjába tartozó faj.

## Előfordulása
A Solea solea az Atlanti-óceán keleti részén él; a Trondheim-fjordtól, az Északi-tengertől és a Balti-tenger nyugati részétől, egészen a Földközi-tengerig, beleértve a Márvány-tengert, a Boszporuszt és a Fekete-tenger nyugati részét is. Elterjedési területének a legdélibb pontjai a Zöld-foki Köztársaság és Szenegál partvizei.

## Megjelenése
Ez a halfaj általában 35 centiméter hosszú, de akár 70 centiméteresre is megnőhet. Legfeljebb 3 kilogramm súlyú. A hátúszó a fej mögül indul. A szem környéke szürkésbarna vagy vörösesbarna, nagy, alaktalan, sötét foltokkal. A szemes felén a mellúszó hátsó részén, feketés folt van. A farokúszó hátsó része, sötétebb, mint a farok többi része. Az alsó orrlyuka kisebb, mint a felső.

## Életmódja
A Solea solea egyaránt megél a tengerben, de a brakkvízben is. Fenéklakó hal. 150 méteres mélységig is lehatol, de általában csak 10-60 méteres mélységben tartózkodik. A 8-24 Celsius-fokot kedveli. Magányosan él, a homokba vagy iszapba elbújva. Télen mélyebb vizekbe húzódik. Éjjel jár táplálkozni. Tápláléka férgek, puhatestűek és kisebb rákok.
Legfeljebb 26 évig él.

## Szaporodása
A hal legfőbb ívóhelye a Watt-tenger. Vándorlásai során gyakran fellelhető a nyílt tengeren.

## Felhasználása
A Solea soleát ipari mértékben halásszák és tenyésztik. Ezenkívül a sporthorgászok és az akváriumok is kedvelik. Frissen vagy fagyasztva árulják; gőzölve, sütve vagy főzve fogyasztja az ember.

## Képek

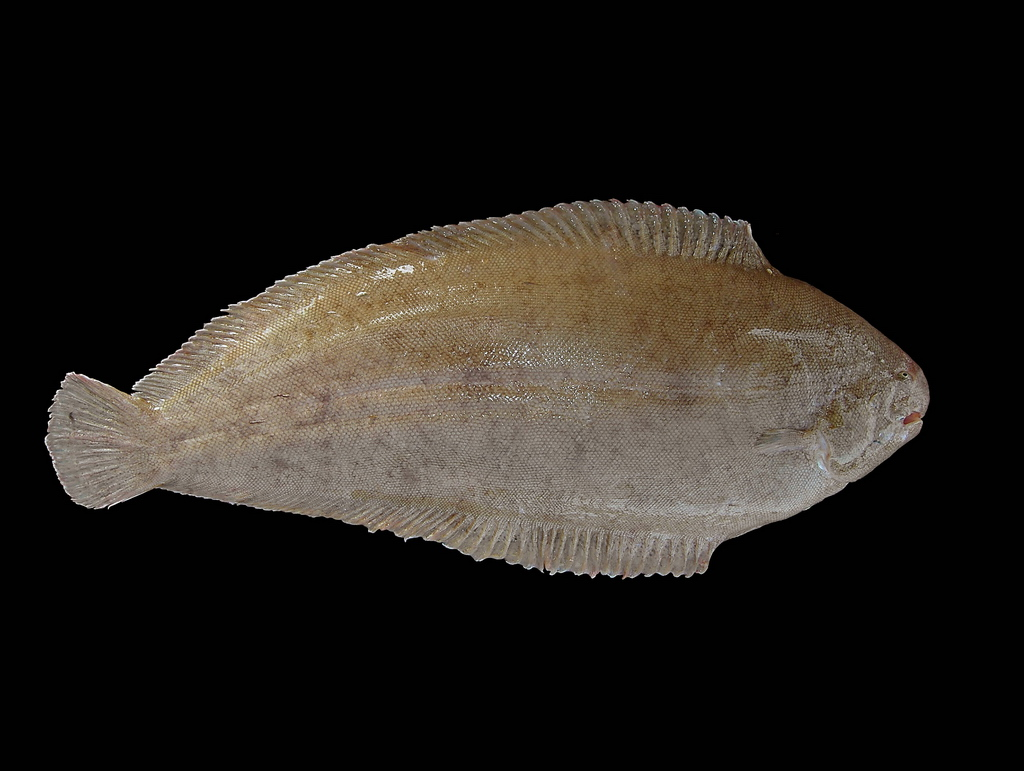
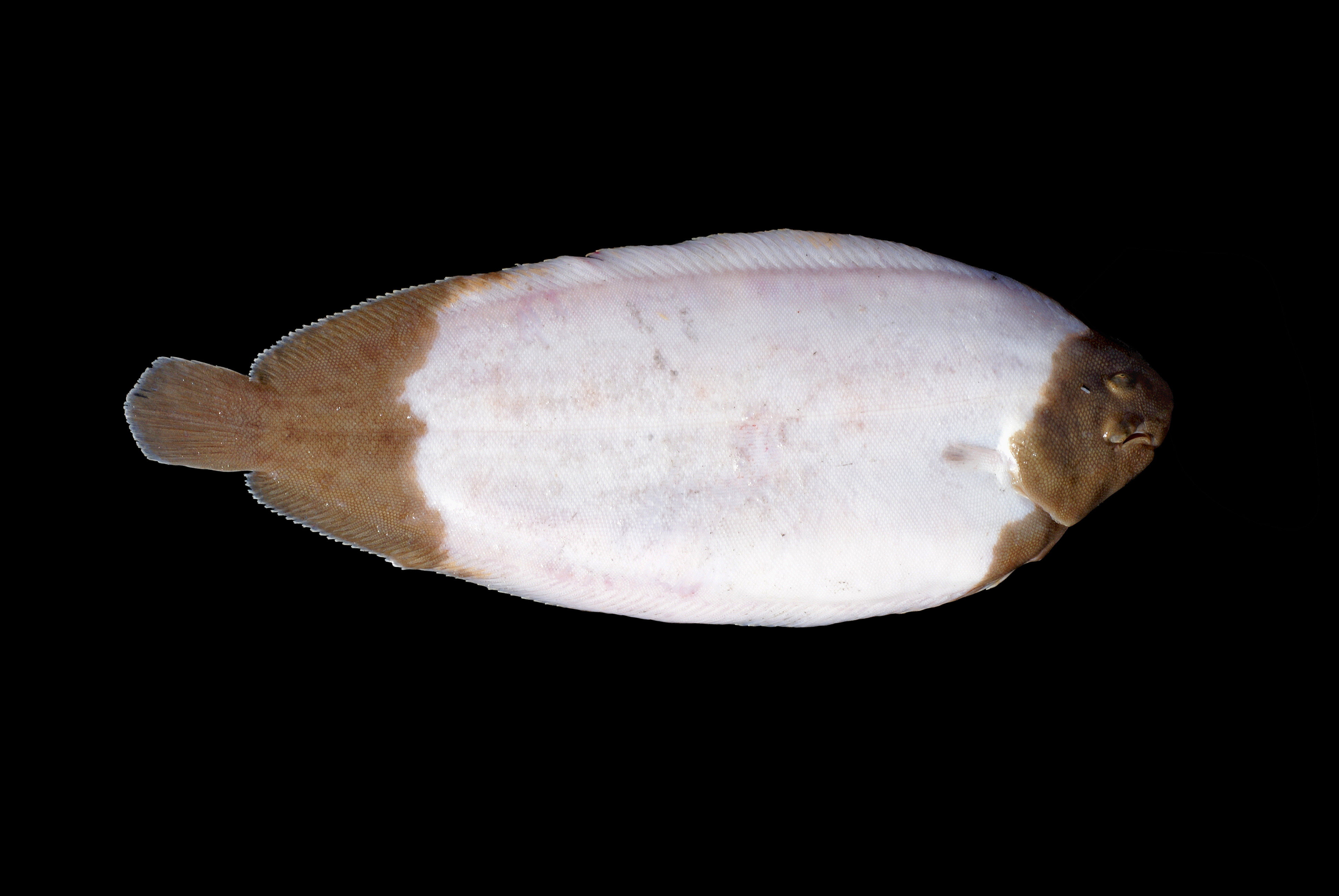
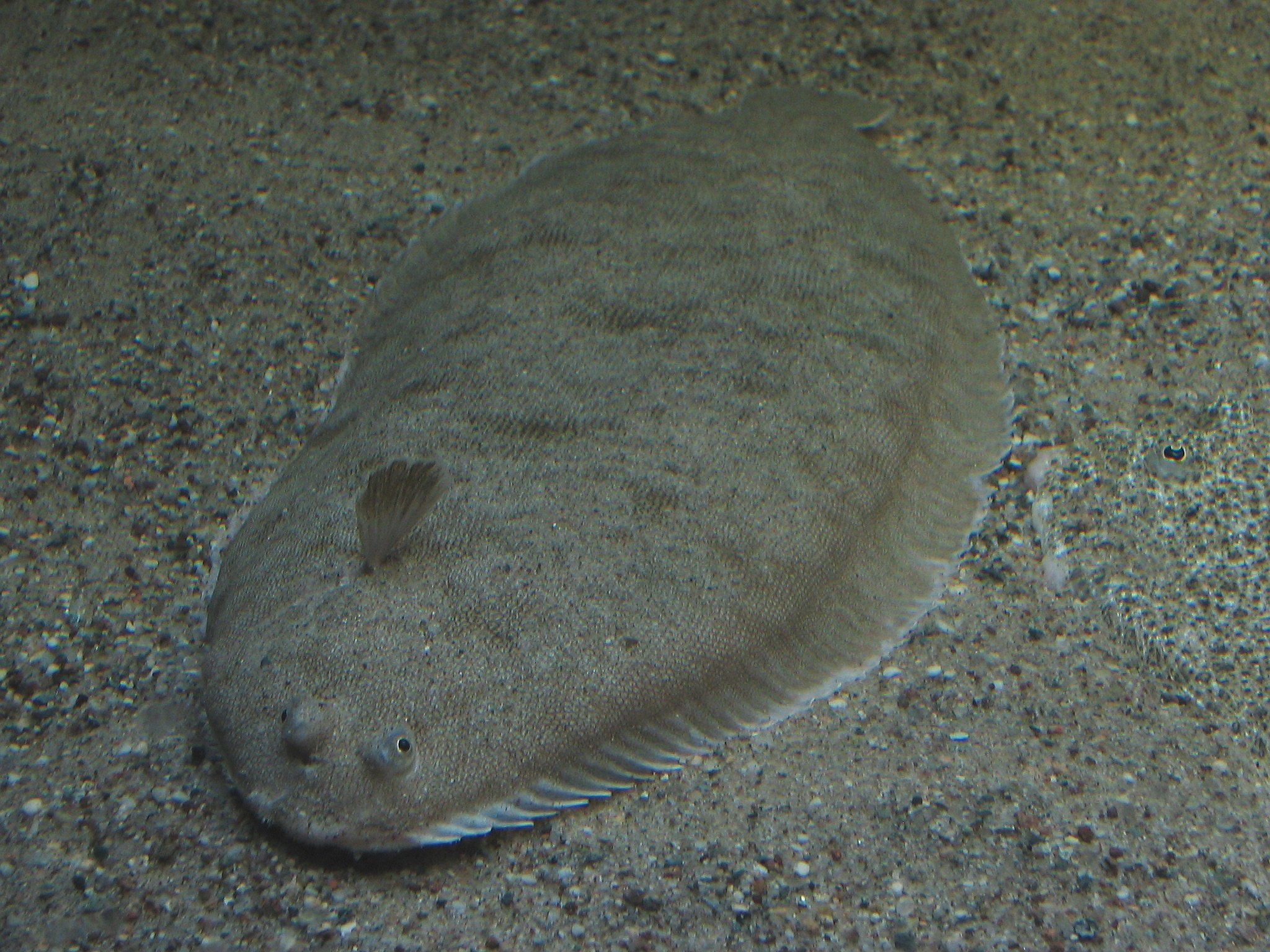
élőhelyén
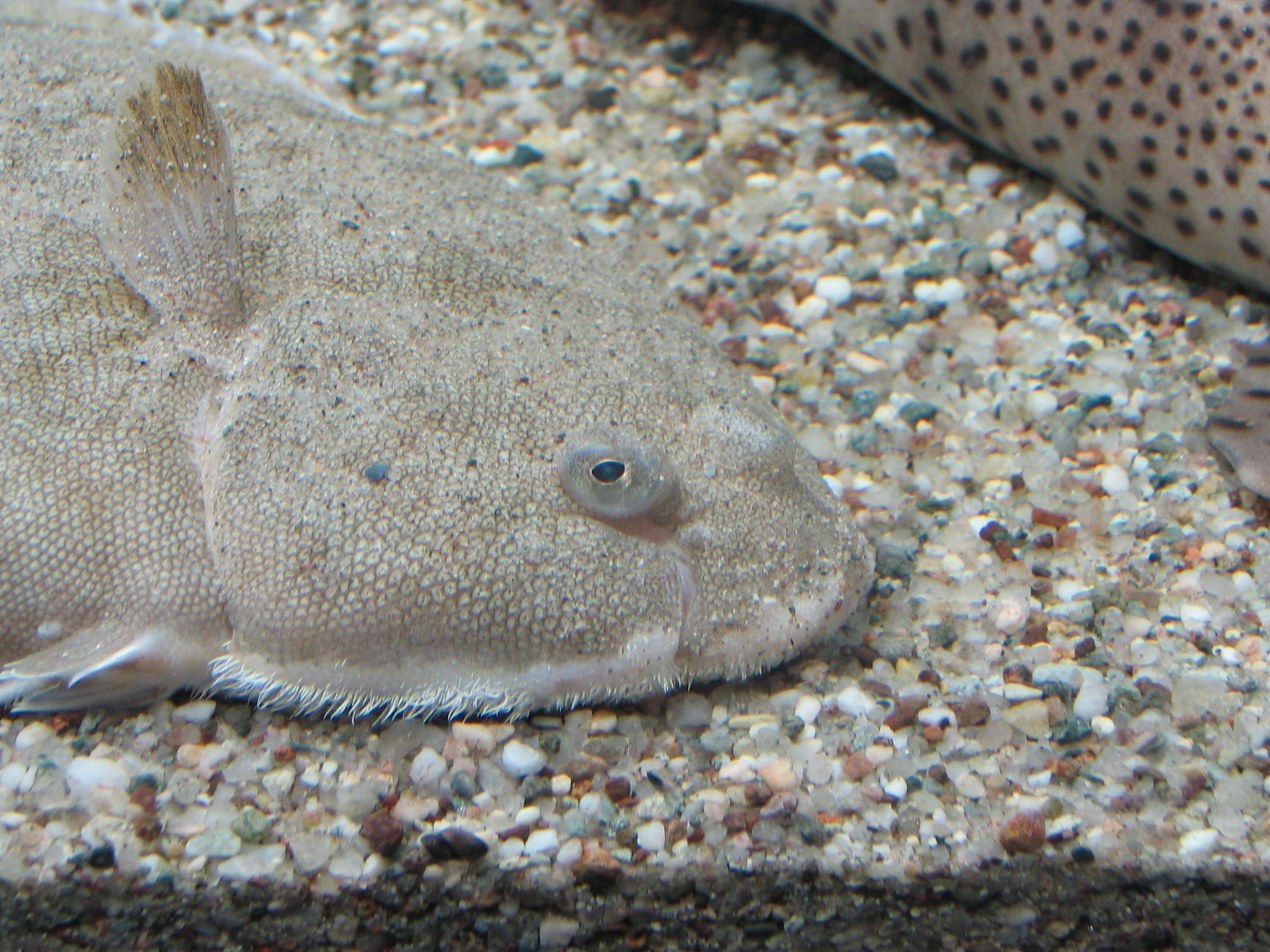
feje
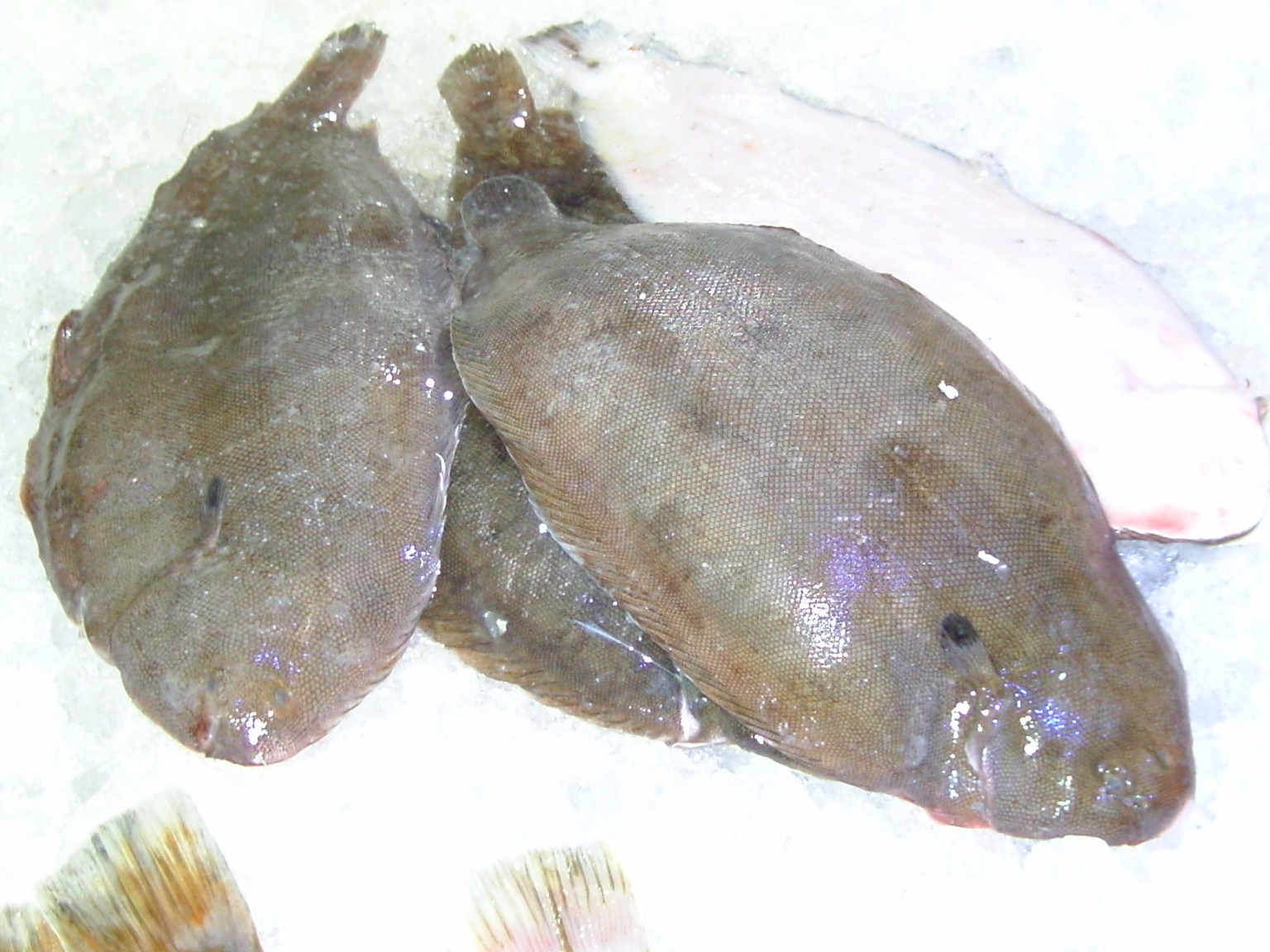
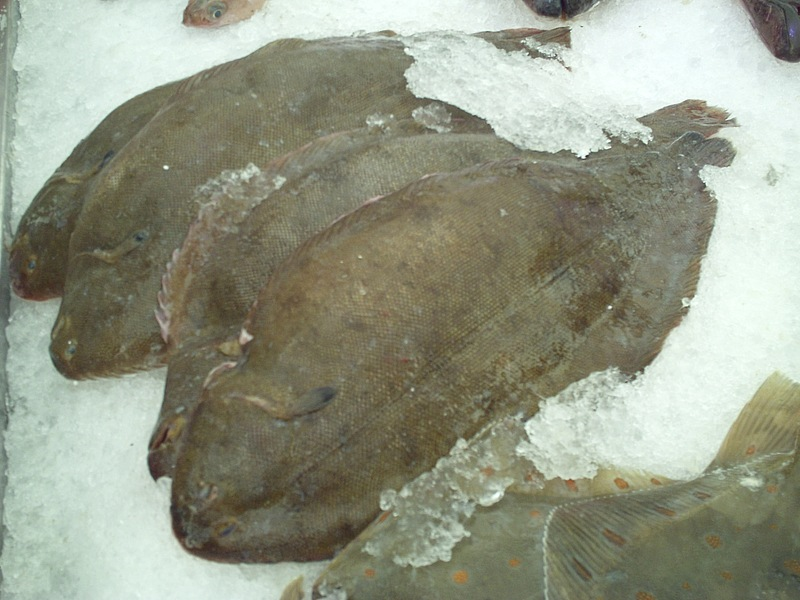
fagyasztva a halpiacon
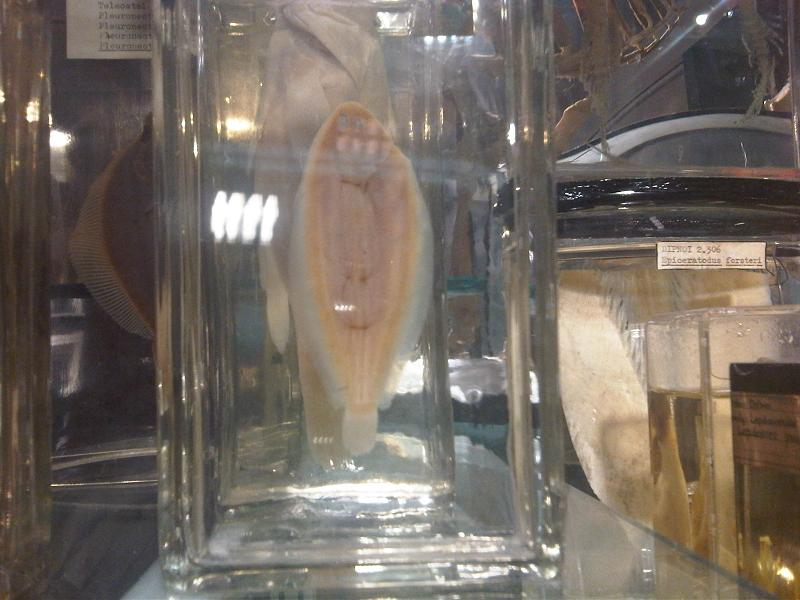
egy múzeumban
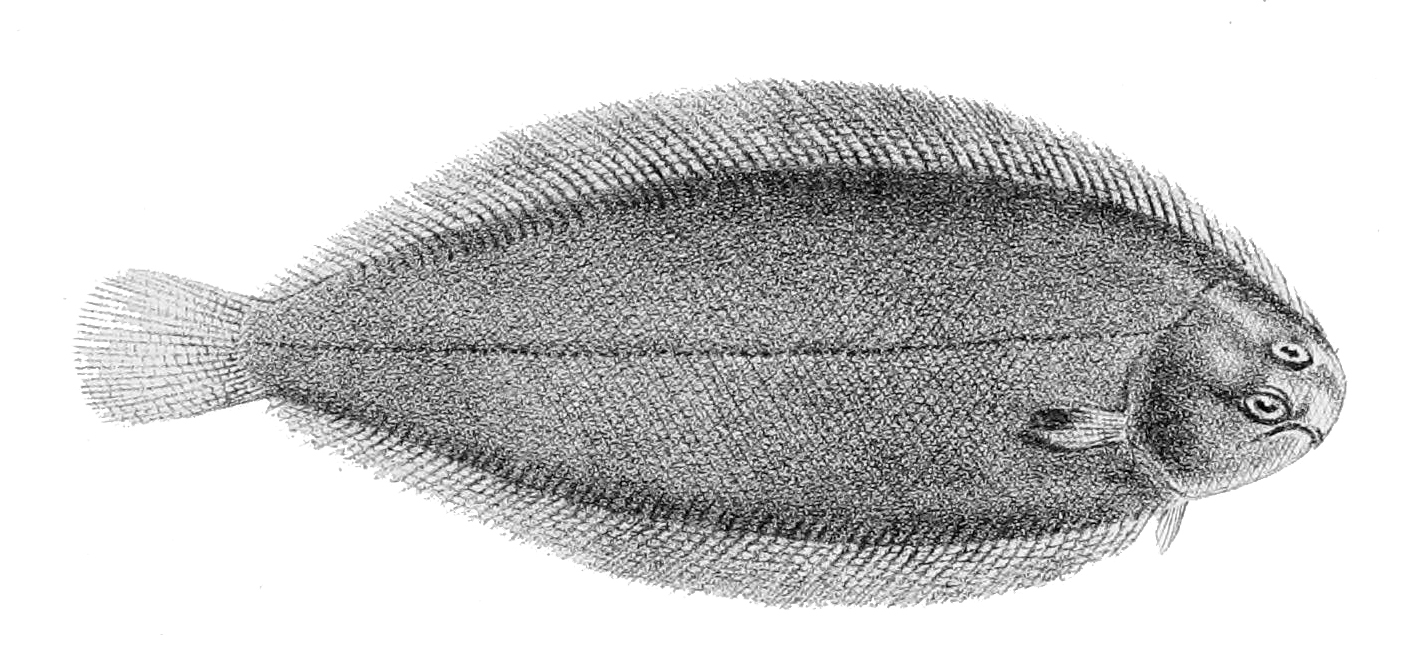
rajz a halról